# Trochosa pardaloides
Trochosa pardaloides là một loài nhện trong họ Lycosidae.
Loài này thuộc chi Trochosa. Trochosa pardaloides được Cândido Firmino de Mello-Leitão miêu tả năm 1937.